# Calyptorhynchus funereus
Calyptorhynchus funereus là một loài chim trong họ Cacatuidae.
Đây là loài bản địa ở phía đông nam Australia với chiều dài 55–65 cm. Chúng có một chỏm lông ngắn trên đỉnh đầu. Bộ lông chủ yếu là màu nâu đen và nó có các mảng má màu vàng nổi bật và một dải đuôi màu vàng. Các lông trên cơ thể được viền với màu vàng cho một diện mạo vỏ sò.

## Hình ảnh

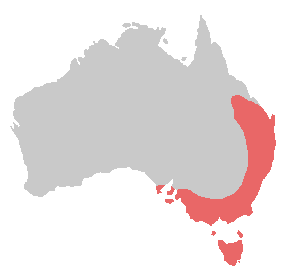
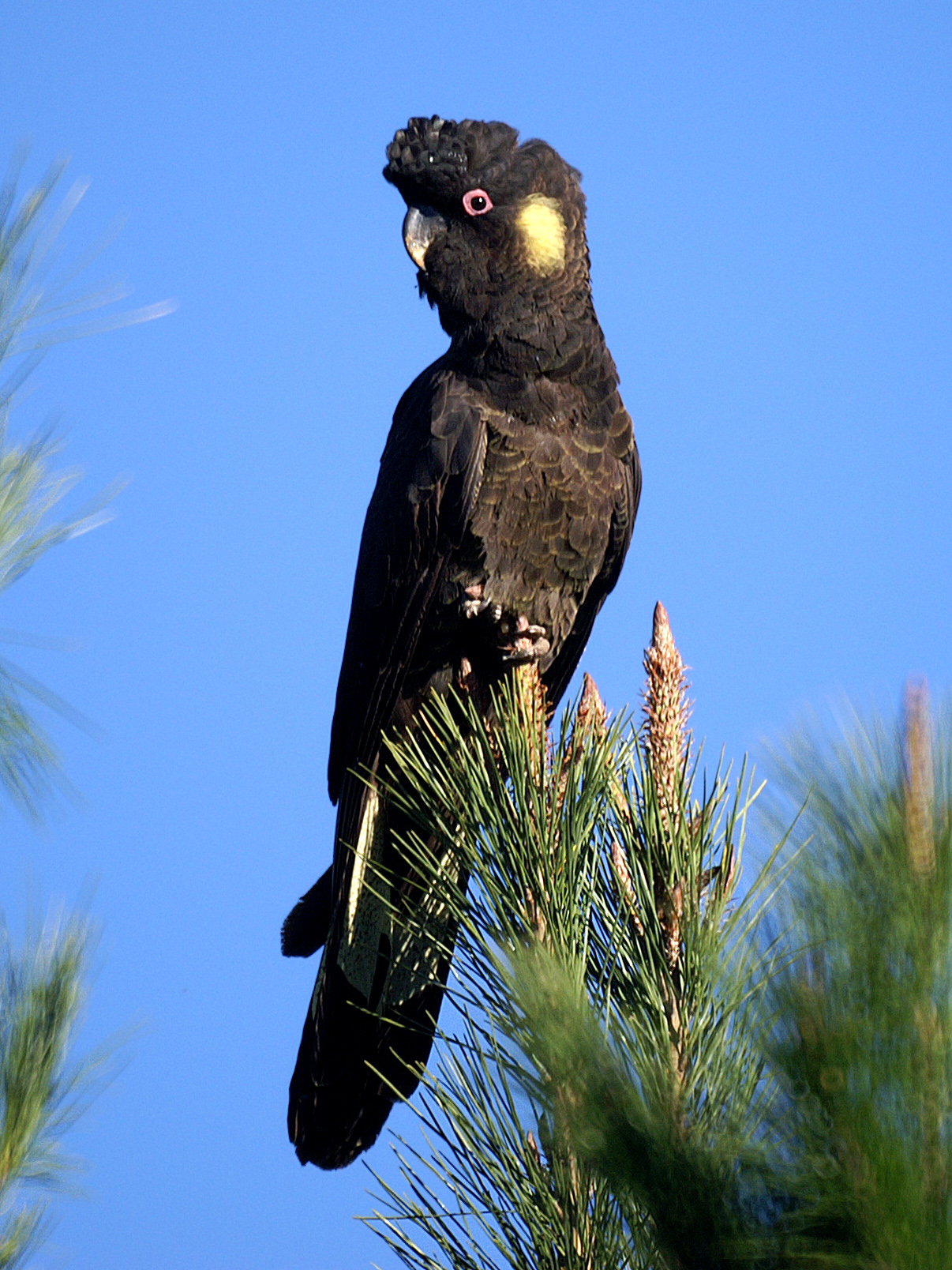
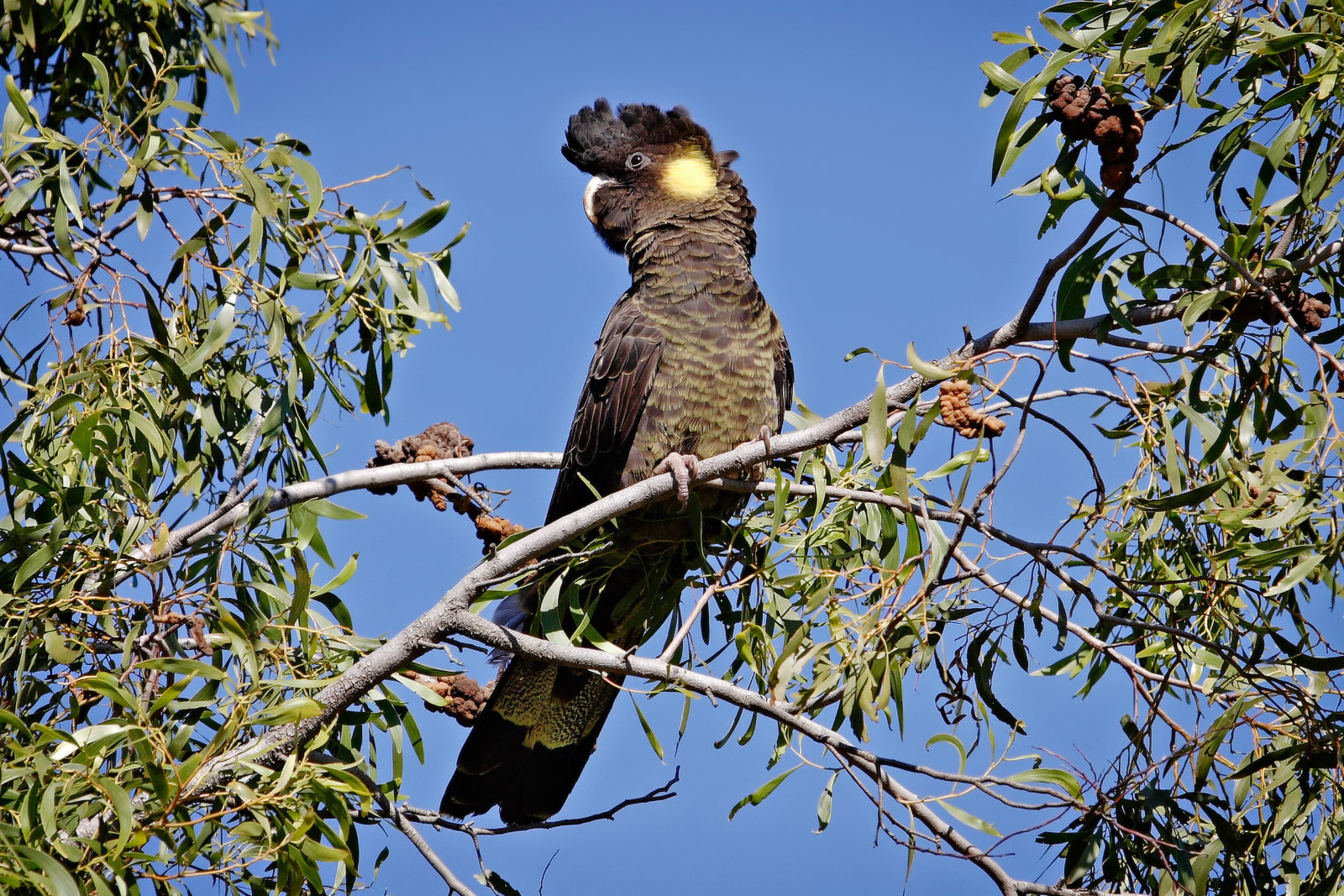